# SN 2009ex
SN 2009ex – supernowa typu Ia odkryta 15 maja 2009 roku w galaktyce A173826+5323. W momencie odkrycia miała maksymalną jasność 20,20m.